# Jessica, 30
Der Roman Jessica, 30. der österreichischen Autorin Marlene Streeruwitz, der im April 2004 erschien und sofort in die österreichischen Bestseller-Liste einstieg, setzt sich mit der Lebensrealität einer 30-jährigen, hochqualifizierten, gutaussehenden Single-Frau, Angehöriger der Generation Praktikum auseinander.

## Handlung
Jessica Somner, 30 Jahre alt, ist eine typische Vertreterin der „Generation Praktikum“. Sie hat Germanistik und Philosophie in Wien studiert, mit einer Dissertation über die feministische Theorie promoviert, wohnt in einer Single-Wohnung in Wien und schreibt als Volontärin bei einer Wiener Frauenzeitung (die sich unschwer als die zur News-Gruppe gehörende Zeitschrift woman identifizieren lässt) Berichte über Sex- und Mode-Themen. In einem Alter, in dem nach traditioneller Vorstellung die Familiengründung schon längst stattgefunden hat, ist Jessica trotz Doktortitel, Praxis- und Auslandserfahrung nach wie vor finanziell von ihren Eltern abhängig. Als überqualifizierte Kulturwissenschaftlerin stellt sie einen der typischen Verlierer des Neoliberalismus dar. Die junge Frau befindet sich dabei unablässig in einem Spannungsfeld zwischen intellektueller Ausbildung und den Trivialitäten des Single-Alltags (Fitness-Wahn aus Angst um die Idealfigur, Reue über nächtliche Walnusseis-Orgien, die Flüchtigkeit von Mode-Trends und die Kunst des Mascara-Auftragens). Besonders stark zeichnet sich diese Ambivalenz ab, wenn es um Sexualitäts-Themen geht, in denen die feministische Position der Philosophin Jessica Somner und Sex-and-the-City-Weisheiten über Weiblichkeit, Macht und sexuelle Befreiung aufeinander prallen.
Ob Jessica die Gesetze des Lifestyle nun als Zwang oder doch eher als Lust empfindet – sie durchschaut die Mechanismen, die dahinter stecken, und ist ihnen doch unterworfen. So ist vor allem das gesamte erste Kapitel des aus drei Kapiteln bestehenden Romans in diesem Spannungsfeld angesiedelt. Durch das Mittel des inneren Monologs (siehe dazu: Sprache & Stil) lässt die Autorin den Leser unmittelbar in den Bewusstseinsstrom (stream of consciousness) der Protagonistin während einer Jogging-Tour durch den Wiener Prater eintauchen, wie sie sich mental auf das bevorstehende Gespräch mit der Chefredakteurin vorbereitet, das über ihre berufliche Zukunft entscheidet. Kurz vor dem Termin in der Redaktion bricht der Erzählstrom ab und setzt erst im zweiten Kapitel wieder ein, wo Jessica ein Gespräch mit ihrem Geliebten, dem (fiktiven) ÖVP-Staatssekretär Gerhard Hollitzer, bevorsteht, dessen außereheliche Sado-Maso-Vergnügungen die Frauenzeitschrift ans Licht bringen will. Das Gespräch endet mit einer doppelten Demütigung Jessicas durch den Politiker – während sie ihn mit dem Mund befriedigt, erzählt er seiner Ehefrau über die laufenden Regierungsverhandlungen und ejakuliert der Geliebten dabei gegen ihren Willen in den Mund, und während des Gesprächs, im Zuge dessen Jessica Informationen für die Exklusiv-Story aus Hollitzer herausbekommen will, reißt er die Gesprächsführung an sich und lässt Jessica wie ein naives Kind dastehen.
Nach einem längeren Zeitsprung befindet sich Jessica im dritten Kapitel auf dem Weg nach Hamburg, wo sie der Stern-Redaktion ihre Recherchen zu Sex-Orgien mit illegalen Prostituierten aus Tschechien, denen Hollitzer und andere österreichische Regierungsmitglieder nachgehen, verkaufen will. In wochenlanger Arbeit hat Jessica den Skandal aufgedeckt, von dem sie sich erhofft, die Regierung zu stürzen, persönliche Rache an ihrem Ex-Geliebten nehmen zu können, und gleichzeitig eine Zukunft beim Stern zu bekommen. Parallel zu dem Polit-Skandal und Jessicas Hoffnung auf den Termin in Hamburg kommt in dem Kapitel der nur kurz zurückliegende Selbstmord ihres Großonkels zur Sprache, der vor allem Bilder von anderen Frauenschicksalen in Jessicas Verwandtschaft (Großmutter, Großtante und Mutter) entwirft, in Ergänzung und nur teilweise als Gegenkonzepte zur Situation der 30-Jährigen – alle vier Frauen leben ohne Mann, wodurch sich eher eine Schicksalsgemeinschaft denn ein Generationenkonflikt abzeichnet. Besonders die innige Beziehung zur Mutter, einer pragmatisierten Lehrerin für klassische Sprachen an einem Grazer Gymnasium, die von ihrem Mann getrennt lebt, wird an mehreren Stellen des Werkes herausgearbeitet.
Der Roman bricht kurz vor der Landung von Jessicas Flugzeug jäh ab. Das weitere Schicksal der freien Journalistin bleibt ebenso offen wie der weitere Verlauf und die politischen Konsequenzen der Enthüllungen über die österreichische Regierung.

## Zeitgeschichtlicher Hintergrund
Ohne Jahreszahlen zu nennen, siedelt Streeruwitz die Romanhandlung in einem präzise lokalisierbaren Zeitrahmen an: Kapitel 1 und 2 spielen zu Beginn des Jahres 2003: Es ist Winter, Graz ist Kulturhauptstadt und die ÖVP steckt in Koalitionsverhandlungen mit den Grünen. Kapitel 3 spielt einige Monate später, im Frühsommer desselben Jahres, nach dem spektakulären Diebstahl der Saliera aus dem Kunsthistorischen Museum Wien. Vor allem die politischen Bezüge charakterisieren die Handlungszeit als brisante Periode, in der über die Zukunft der österreichischen Innenpolitik verhandelt wurde – was letzten Endes zu einer Neuauflage der heftig kritisierten schwarz-blauen Regierung führte, wovon im Buch allerdings nicht mehr direkt die Rede ist. Österreichische Politiker werden teilweise namentlich genannt (Wolfgang Schüssel, Jörg Haider, Alexander Van der Bellen), teilweise eindeutig beschrieben (Elisabeth Gehrer, Maria Rauch-Kallat). Doch auch in Bezug auf den zeitlichen Hintergrund stehen triviale Lifestyle-Phänomene (Starmania) neben den innen- und außenpolitischen Ereignissen (Irakkrieg).
Wenig subtil übt Streeruwitz Kritik an den österreichischen Verhältnissen – durch direkte Reflexionen der Protagonistin über Politiker und deren Entscheidungen, aber auch durch Anspielungen darauf, „wie es hier eben so läuft“. Das Provinzielle, das Österreich und auch die Bundeshauptstadt verströmen, durchzieht das Werk. Immer wieder wird als Gegenkonzept zu Wien auf die Großstadt New York als mondäne, offene Metropole angespielt, in der man tun kann, was man will und in der alles möglich ist; sie dient als Kontrastfolie zur kleinbürgerlichen, trägen Hauptstadt Österreichs.

## Sprache und Stil
Auffallendstes Stilmerkmal in diesem Roman ist die Darstellung der Handlung als innerer Monolog der Protagonistin Jessica Somner – abgesehen von einigen Passagen im zweiten Kapitel, die in Form eines Dialogs zwischen Jessica und Hollitzer geführt werden. Diese Darstellungsweise eines dahinfließenden, von vielen Kommata und keinem einzigen Punkt unterbrochenen stream of consciousness, unterscheidet sich von dem Staccato-Stil, bestehend aus abgehackten, grammatikalisch oft unvollständigen Kürzest-Sätzen, der andere Werke der Autorin charakterisiert. Besonders im ersten Kapitel ergänzt der dahinfließende Stil die Tätigkeit der Protagonistin – Laufen – und die innere Unruhe, in der sie sich befindet.
Sprachlich fällt vor allem eine hohe Dichte englischer Lehnwörter, durchwegs dem Lifestyle-Vokabular des 21. Jahrhunderts zugehörig und konsequent klein geschrieben, auf (high society look-alikes, sexdrive, caller-ID, domestic violence), ebenso finden sich häufig Belege für Wiener Umgangssprache (Schatzl, Farbpatzer, Würstel, die Mia, gescheit).
Insgesamt wendet Streeruwitz auch hier die für sie so charakteristische literarische Technik an, die in dem im Oktober 2004 erschienenen Text-und-Kritik-Band als „Trivialität als Kunstform“ umrissen wird.